# جيرمان غابرييل
جيرمان غابرييل (بالإسبانية: Germán Gabriel) مواليد 16 نوفمبر 1980 في كاراكاس، هو لاعب كرة سلة إسباني بدأ مسيرته الاحترافية في سنة 1998. يبلغ طوله 6 قدم 9.5 بوصة (2.1 م). حصد مع منتخب بلاده المركز الثالث في بطولة أمم أوروبا لكرة السلة 2013.

## فرق لعب لها
- بالونكيستو مالقا
- بلباو باسكت
- سي بي إستوديانتس

## روابط خارجية
- جيرمان غابرييل على موقع الاتحاد الدولي لكرة السلة (الإنجليزية)
- جيرمان غابرييل على موقع الدوري الأوروبي لكرة السلة (الإنجليزية)
- جيرمان غابرييل على موقع الدوري الإسباني لكرة السلة (الإسبانية)
- جيرمان غابرييل على موقع كرة السلة الأوروبية.كوم (الإنجليزية)
- جيرمان غابرييل على موقع ريلجم (الإنجليزية)
- جيرمان غابرييل على موقع بروبوليرز (الإنجليزية)
- جيرمان غابرييل على موقع سبورتس رفرنس (الإنجليزية)